# William Nichol

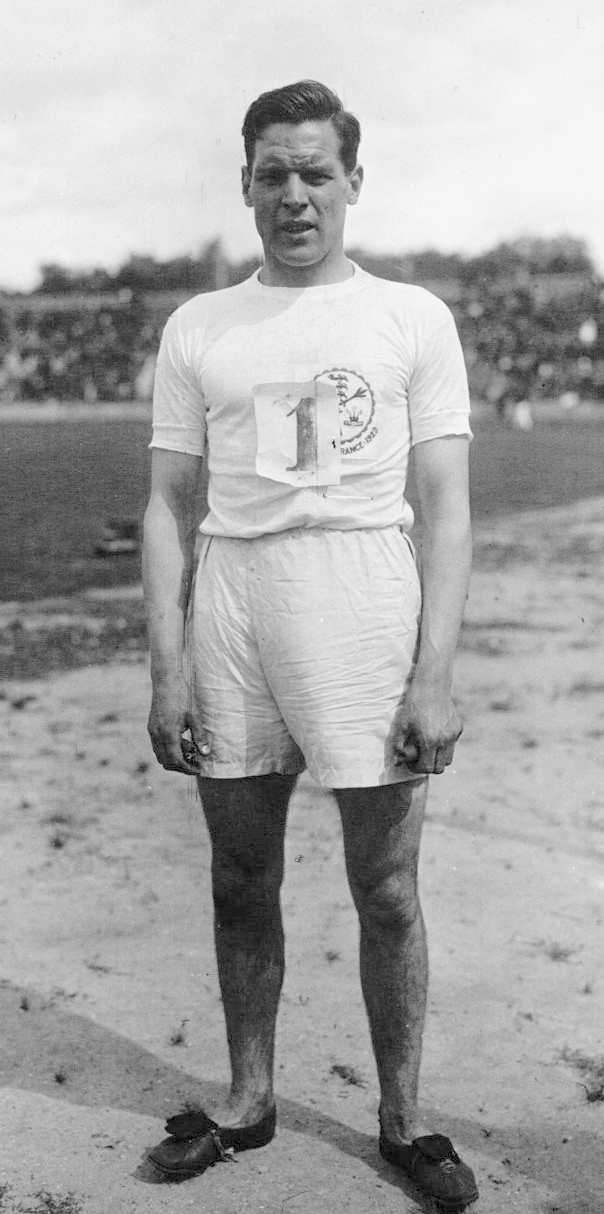
William Nichol 1923

William Peter Nichol (* 29. Mai 1901 in Newcastle upon Tyne; † 8. Februar 1955 in Wakefield, West Yorkshire) war ein britischer Sprinter.
Bei den Olympischen Spielen 1924 in Paris gewann er mit der britischen Mannschaft Silber in der 4-mal-100-Meter-Staffel. Über 100 und 200 Meter erreichte er jeweils das Halbfinale.